# Années 900
Les années 900 couvrent la période de 900 à 909.

## Événements

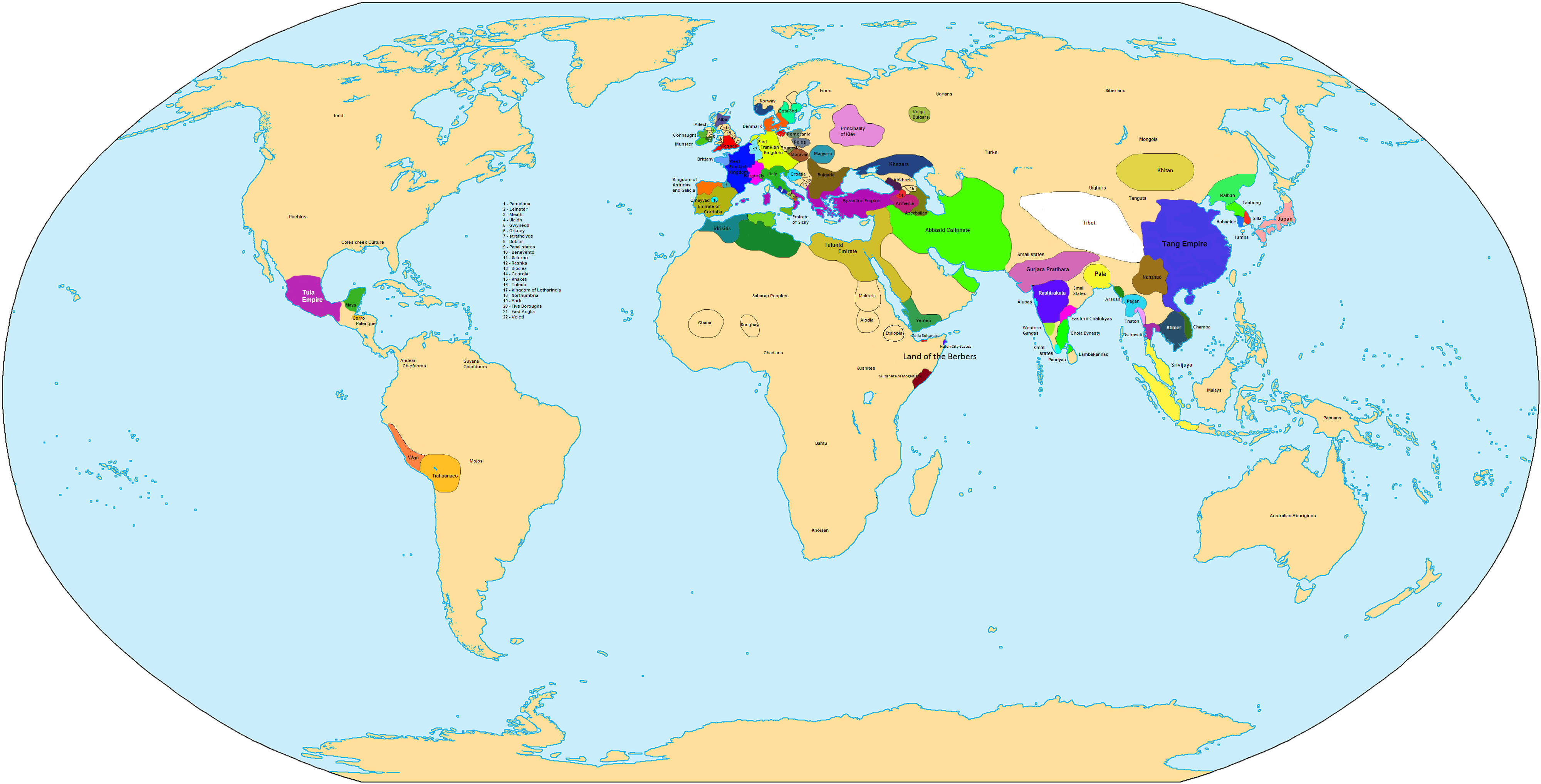
Le monde vers 900

- Vers 900 : établissement des Toltèques au Mexique. Leur arrivée marque le début de la progression du militarisme en Mésoamérique, leur armée tirant parti de sa supériorité pour dominer les sociétés avoisinantes, soumises au tribut[1].
- 900 : la dynastie  des Samanides domine le Khorassan et la Transoxiane[2].

- 902-907 : agitation des Qarmates (secte ismaïlienne fondée par Hamdan Qarmat, paysan d’Irak) dans l'Empire abbasside[2]. Abu-Saïd al-Jannabi s’empare de Bahreïn (903). En Syrie, Zikrawayh rançonne Damas et massacre la population de Baalbek entre 903 et 906. En Irak il prend Bassorah, rançonne les caravanes revenant du pèlerinage de La Mecque et menace Bagdad où il est tué (907). Les répercussions sur le commerce et la vie rurale des révoltes des Zandj et des Qarmates affaiblissent le régime de Bagdad.
- 905 : les Abbassides reprennent le contrôle de l'Égypte et chassent les Toulounides[2].
- 907-979 : période des cinq dynasties et des dix royaumes en Chine[3].

- 907-953 : règne en Inde de Parantaka Ier (en). La dynastie Chola supplante celle des Pallava sur la côte de Coromandel. Elle conquiert la presque totalité de l’Inde du Sud sur les autres dynasties (Pallava, Pandya, Chera)[4]. Sa capitale est établie à Chidambaram, puis à Tanjore de 907 à 1310. Sous les Chola, le sud de l’Inde vit pacifiquement pendant près de trois siècles. Il s’ensuit un épanouissement de la vie culturelle et sociale. Les Chola font un commerce intensif avec le sud-est asiatique. Le travail du bronze à la cire perdue atteint son apogée.

### Europe

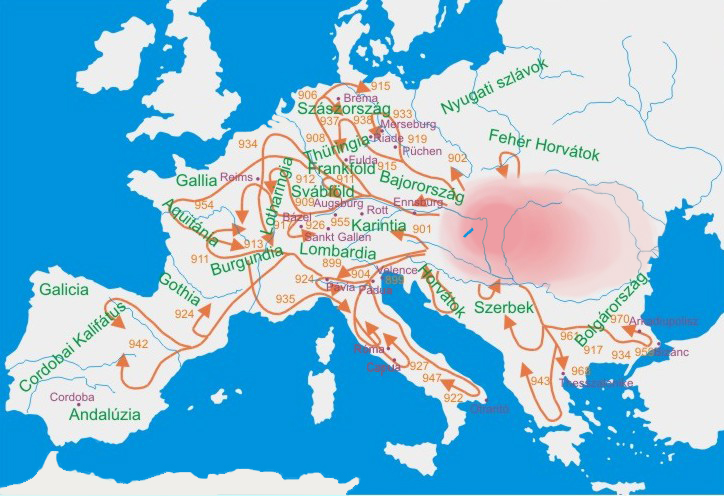
Raids hongrois en Europe, 899-970.

- 899-970 : incursions des Magyars en Occident et dans les Balkans. Ils profitent de la désorganisation de l’Europe Occidentale pour mener quelque 47 incursions attestés par des sources écrites avec leur cavalerie légère et rapide[5]. Ils lancent des guerres de rapine ou des expéditions entreprises à l’appel de rois rivaux germaniques, francs ou byzantins. Elles sont menées soit en concertation avec le grand prince, soit sur l’initiative de chefs suffisamment puissants. Outre le butin des pillages (femmes, or, draps, bovins, chevaux), les grands princes reçoivent le tribut de l’empereur de Byzance et des rois germaniques.
- Vers 900 : sous le règne du roi Óláfr (selon Adam de Brême), les Suédois s’en prennent au Danemark et sévissent dans le sud de ce pays. Ils contrôlent un moment le centre de Hedeby[6].
- Vers 900-950 : bateau de Ladby (Danemark), utilisé comme sépulture[7].
- 904 : début de la pornocratie pontificale. Le duché de Rome tombe sous la domination du comte Théophylacte qui va faire et défaire les papes, avec sa femme Théodora et ses filles Théodora la Jeune et Marozie[8].
- 906-907 : la Grande-Moravie s'effondre sous les coups des Magyars[9].
- 907 : Oleg de Kiev menace Constantinople et obtient des Byzantins un traité de commerce, renouvelé et élargi en 911[10].

## Personnages significatifs
Abu Bakr Mohammad Ibn Zakariya al-Razi
- Albéric Ier
- Al-Muqtadir (Abbasside)
- Árpád de Hongrie
- Guillaume Ier d'Aquitaine
- Constantin II d'Écosse
- Hunayn ibn Ishaq
- Ibn Rustah
- Louis III l'Aveugle
- Marozie Ire
- Sanche Ier de Navarre
- Zoé Carbonopsina